# خيضبان (المخادر)

تعديل مصدري - تعديل

خيضبان محلة تابعة لقرية المثامعة، التابعة لعزلة بني سرحة بمديرية المخادر إحدى مديريات محافظة إب في الجمهورية اليمنية، بلغ تعداد سكانها 179 حسب تعداد اليمن لعام 2004.